# Hrvatsko-slovenska interliga u softbolu za žene 2005.
Hrvatsko-slovenska interliga u softbolu za žene 2005.

## Konačni redoslijed
```
Por.  Klub            Ut  Pb Pz Pos:Pri Bod
1. 
Princ Zagreb
        6   5  1  54: 18   5 
2. Golovec             6   3  3  41: 39   3
3. Mladost             6   3  3  33: 31   3
4. 
Lady Pirates
        6   1  5  16: 56   1
```

Prvakinje hrvatsko-slovenske Interlige za 2005. godinu su softbolašice Princa Zagreb.